# Defektoskopia gamma
Defektoskopia gamma, gammagrafia – defektoskopia polegająca na prześwietlaniu przedmiotu  promieniowaniem gamma oraz rejestrowaniu obrazu przy pomocy klisz, liczników promieniowania albo wizualizacji na ekranach, w postaci tzw. gammagramów.